# 海关总署秦皇岛培训学校
海关总署秦皇岛培训学校是中华人民共和国海关总署直属的一所培训学校，属副厅级单位。
该校原名“秦皇岛海关中等专业学校”，于1983年4月筹建，于1985年开始招生。2002年，该校学历教育停止招生。2003年，该校经过改制，更名为“海关总署秦皇岛培训学校”。